# Нікола Дімітров
Нікола Дімітров (мак. Никола Димитров; нар. 30 вересня 1972) — македонський дипломат. З 1 червня 2017 року по 30 серпня 2020 року Міністр закордонних справ Македонії, в минулому посол Македонії у Сполучених Штатах Америки та у Нідерландах.

## Біографія
Дімітров розпочав свою дипломатичну кар'єру в 1996 році в Міністерстві закордонних справ як міжнародний юрист з прав людини, а в 2000 році став заступником міністра закордонних справ. У 2002 році він був призначений другим послом Македонії в Сполучених Штатах у 2002 році. Це зробило його наймолодшим дипломатом в той час у Вашингтоні.
У жовтні 2009 року він призначений на новий пост як посол Македонії в Нідерландах. Після закінчення свого терміну в березні 2013 року спочатку було заплановано, що він стане послом Македонії у Німеччині, але замість цього пост перейшов до Ніколи Колева. У лютому 2014 року було оголошено, що Дімітров відмовився від посади посла у Росії.
З 2017 року обіймає посаду міністра закордонних справ Македонії.